# Grindu (Ialomița)
Pour les articles homonymes, voir Grindu.
Grindu est une commune du județ de Ialomița en Roumanie.